# Kerk van Østermarie
De Kerk van Østermarie (Deens: Østermarie Kirke) is gelegen aan de oostelijke rand van het naar de kerk vernoemde kerspel Østermarie op het Deense eiland Bornholm. Het kerkgebouw werd in 1891 naar ontwerp van Andreas Clemmensen gebouwd. Ten zuiden van de kerk liggen de ruïnes van de oude 13-eeuwse kerk.

## De nieuwe kerk
De kerk van Østermarie werd gebouwd in 1891 naar het ontwerp van de Deense architect Andreas Clemmensen. Het in neoromaanse stijl ontworpen kerkgebouw werd van donker graniet in de vorm van een kruiskerk gebouwd. De kerk werd in 1964 gerestaureerd en door de Bornholmse schilder Paul Hom voorzien van een nieuwe kleurstelling.
De nieuwe kerk verving de in circa 1200 gebouwde Mariakerk, waarvan tegenwoordig nog een deel als ruïne aan het huidige kerkgebouw grenst.

## De oude kerk
De naam van de Mariakerk werd voor het eerst in 1403 als Heilige Maagd van de oostelijke gemeente gedocumenteerd. Er waren op Bornholm twee Mariakerken. Ter onderscheiding van de westelijker gelegen Mariakerk werd de oostelijke kerk Østermarie genoemd. Het romaanse gebouw bestond uit een schip, koor, apsis en een brede westelijke toren.
Een bijzonderheid van het oude kerkschip was een zwaar tweelinggewelf, dat geheel uit steen bestond en door twee zuilen werd gedragen. Dergelijke massieve gewelven zijn in Scandinavië zeldzaam, veel vaker komt het tongewelf voor. In de kerkruïne zijn nog restanten van de constructie te zien. Studies van de bouwkundige staat van de vier verdiepingen tellende toren in het jaar 1880 leidden tot de vaststelling dat het gebouw instabiel was en restauratie niet meer mogelijk was. Nadat liturgische voorschriften een vergroting van de kerk vereiste, werd in 1885 het besluit genomen om het oude kerkschip af te breken en te vervangen door nieuwbouw. De vrijstaande klokkentoren die eveneens als poort diende werd in 1892 gesloopt.
Met de sloop van de kerk was reeds een begin gemaakt, maar de afbraakwerkzaamheden werden gestaakt na een advies voortkomend uit een ingesteld onderzoek naar de middeleeuwse kerken van Bornhom. Het nog bestaande deel van het bouwwerk werd vervolgens onder toezicht van het Nationaal Museum onder monumentenzorg geplaatst.

## Interieur
Het oude doopvont dateert uit 1250 en werd gemaakt van graniet. De doopschaal met een voorstelling van de Annunciatie is van Duitse makelij en stamt uit 1575. Het triomfkruis werd in de jaren 1960 door Paul Hom vervaardigd. Het toont in plaats van een gekruisigde Christus de verrezen Heer. In het noordelijk transept hangt een uit de oude kerk afkomstig grafschrift van de Bornholmse vrijheidsstrijder tegen Zweden, Jens Kofoed.

## Afbeeldingen

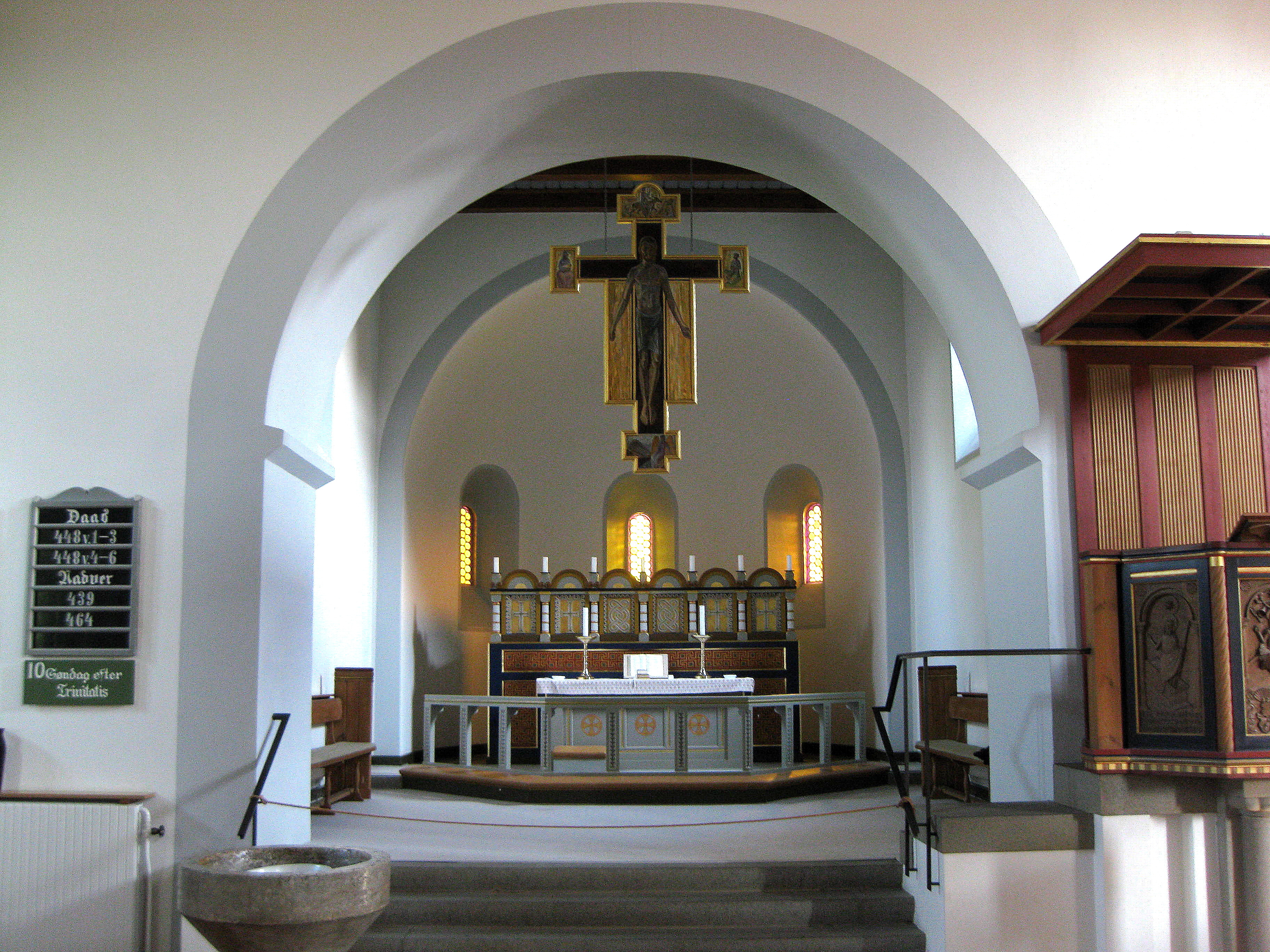
Koor
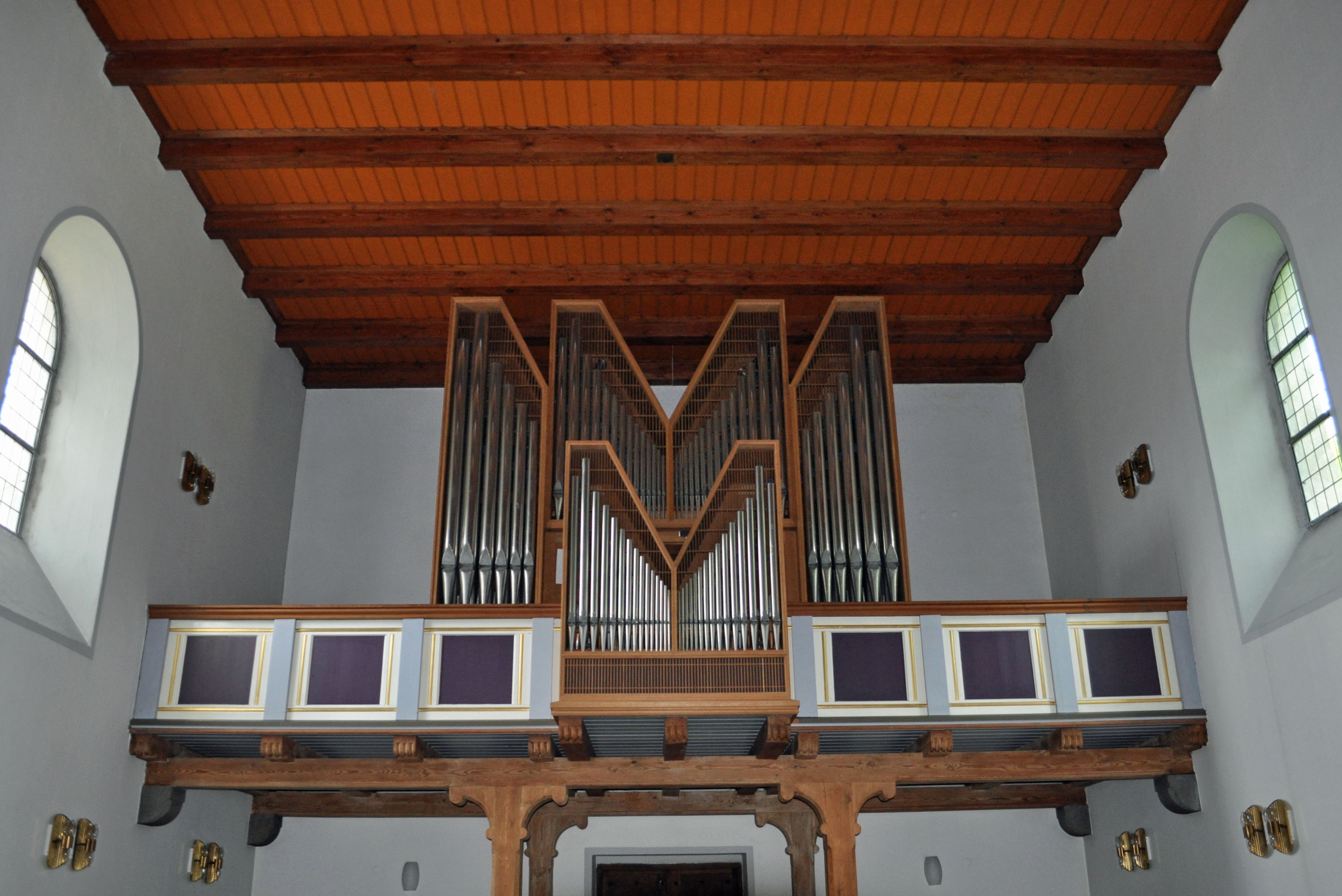
Orgel
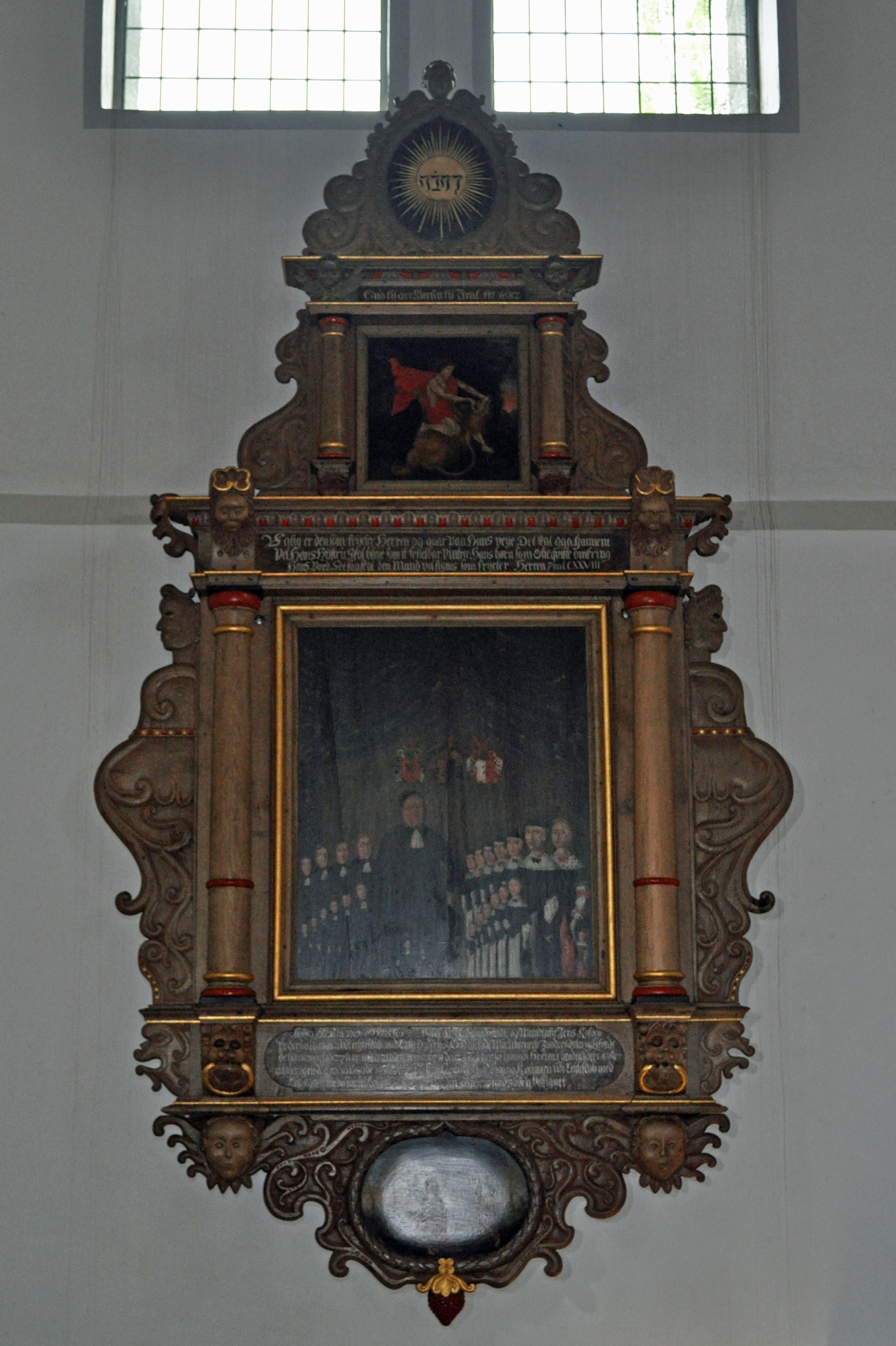
Grafschrift Jens Kofoed
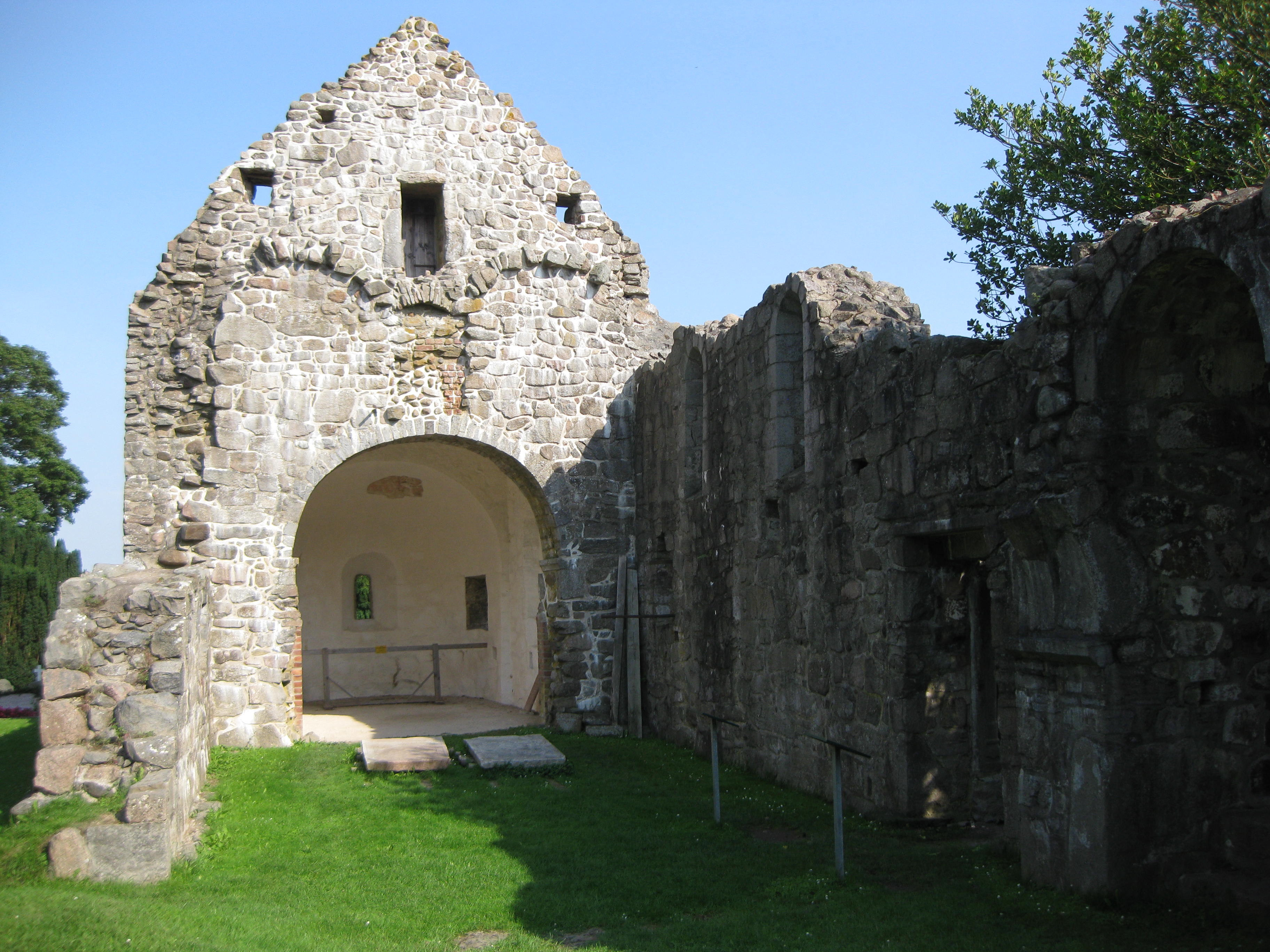
Ruïne